# Миро
Ми́ро (от греч. μύρον — «миро, умащение») в христианстве — специально приготовленное и освящённое ароматическое масло, используемое в таинстве миропомазания тела человека. В православии используется также и при освящении вновь построенного храма, для помазания антиминса, престола и стен. В католицизме и в Армянской апостольской церкви, кроме таинства миропомазания, используется при рукоположении священников и епископов и при освящении храмов и алтарей. Ранее в православной традиции использовалось также при помазании на царство. Освящённое миро хранится в православных храмах в особом сосуде («мирнице»), который устанавливается на престоле.

## Состав и история
В Библии впервые о мире сообщает книга Исход:

И сказал Господь Моисею, говоря: возьми себе самых лучших благовонных веществ: смирны самоточной пятьсот [ сиклей ], корицы благовонной половину против того, двести пятьдесят, тростника благовонного двести пятьдесят, касии пятьсот [сиклей], по сиклю священному, и масла оливкового гин; и сделай из сего миро для священного помазания, масть составную, искусством составляющего масти: это будет миро для священного помазания.
— Исх. 30:22—25
Использование миро после трапезы для умащения волос головы в знак уважения и гостеприимства описан в Дидахе и Евангелиях (Дидахе 10 б; Лк. 7:36—50; Пс. 22:5).
В первые века раннего христианства, как видно из писаний отцов и учителей Церкви, для помазания новокрещёных использовалось «некое смешение разнообразных благовонных веществ», которое освящалось особым священнодействием «на алтаре» (то есть на престоле), а право приготовлять и освящать миро принадлежало только епископам.
Кирилл Иерусалимский (IV век) в своём тайноводственном поучении о миропомазании называет его аналогом сошествия Святого Духа на Иисуса Христа при его крещении и пишет о мире следующее:

Но смотри, не почитай оного мира простым. Ибо как хлеб в Евхаристии, по призывании Святого Духа, не есть более простой хлеб, но тело Христово, так и Святое сие миро не есть более простое, ниже, если бы кто сказал, обыкновенное по призывании, но дар Христа и Духа Святого, присутствием Божества Его бывающий действительным. Оным знаменательно помазуются твоё чело и другие орудия чувств. И когда видимым образом тело помазуется, тогда Святым и Животворящим Духом душа освящается.
— Кирилл Иерусалимский. Тайноводственное поучение третье
Установление особого обряда освящения мира Василий Великий и ряд других церковных авторов приписывают апостолам. До V века для чина освящения не существовало особо установленного дня, с V века на Востоке таким днём стал великий четверг. На Западе с V века освящение мира стало совершаться в основном на средней из литургий великого четверга, которая стала называться missa chrismatis. Чин освящения мира описан Псевдо-Дионисием Ареопагитом в его сочинении «О церковной иерархии» (рубеж V—VI веков):

…иерарх, взяв миро, полагает на божественном жертвеннике под осенением двенадцати крыл, между тем как все священнейшим гласом воспевают священную песнь вдохновения богодухновенных пророков, и, совершив над ним (миром) молитву освящения, затем употребляет его в святейших священнодействиях над освящаемыми вещами и лицами для всякого почти рода священно-начальственного священносовершения.

Миро в Православной церкви приготавливается из чистого елея (с добавлением белого виноградного вина) и из многих благовонных веществ. Перечень их и количество не были строго установлены, и обычно использовали вещества, которые были в наличии в то или иное время. В настоящее время в состав мира входит около 40 разных веществ. Основным веществом для приготовления мира является елей (оливковое масло высшего качества). Белое виноградное вино необходимо при мироварении, чтобы предотвратить воспламенение и пригорание масла. Из благовонных веществ обычно употребляют ладан, лепестки розы, фиалковый, пряный и калганный корни, мускатное, розовое, лимонное и гвоздичное масло и другие.
В католической традиции латинского обряда в состав мира входят только оливковое масло и благовонный бальзам, смешиваемые непосредственно перед освящением мира.

## Мироварение
С точки зрения Русской православной церкви (РПЦ), исключительной прерогативой автокефальной церкви является право самостоятельно совершать мироварение. В Синодальный период истории РПЦ миро освящал митрополит Киевский как предстоятель древнейшей кафедры. Самостоятельно освящают миро также Болгарская православная церковь, Румынская православная церковь, Сербская православная церковь и Грузинская православная церковь. РПЦ, будучи материнской церковью и предоставив автокефалию Польской православной церкви, Чехословацкой православной церкви и Американской православной церкви, наделила их также и правом мироварения. С точки зрения Константинопольского патриархата, право совершать мироварение принадлежит патриарху Константинопольскому в сослужении представителей Поместных православных церквей.
В настоящее время в томосах об автокефалии прописано получение мира от Константинопольского патриархата Греческой, Албанской, Польской и Чешских земель и Словакии церквей, с 2018 года - провозглашённая автокефальной Православная церковь Украины. Древний Иерусалимский патриархат также получает миро от Константинополя.

### В Русской православной церкви
Предварительное приготовление веществ для мироварения начинается на Крестопоклонной седмице Великого поста. В среду совершается малое освящение воды и окропление всех приготовленных для мироварения веществ. Часть приготовленного елея смешивается с виноградным вином и варится в котле. Мелко истолчённые благовонные вещества заливаются сваренным елеем и настаиваются в течение двух недель. В среду шестой седмицы поста масло сливается в сосуды, а вещества заливаются вновь виноградным вином.
Торжественный чин мироварения совершается на Страстной седмице в малом соборе Донского монастыря. С 1763 до 1917 года для этих целей использовалась Крестовая палата бывшего Патриаршего дворца в Московском Кремле, благодаря этому известная также как Мироваренная (Мироварная), где до сих пор сохраняется мироваренная печь, сделанная тогда же, а в XIX веке дополненная декоративной сенью (навесом).

«По древнему обычаю, при таинственном освящении мира в Успенском соборе в память общения нашей отечественной церкви с восточной, прибавляется из алавастра в состав мира несколько капель и пополняется новым, чтобы никогда не иссякал сей священный источник» («Древности Российского государства»).

В Великий Понедельник патриарх (или по его благословению — митрополит) в сослужении клириков полагает начало мироварению. После молебна совершается малое освящение воды. Святой водой окропляются все вещества, приготовленные для мироварения, а также она добавляется в котёл, в который затем вливаются масло и вино.
Патриарх благословляет рукой котёл и зажигает трикирием огонь под ним. После этого начинается непрерывное чтение Евангелия духовенством в течение трёх дней.
В Великий Вторник в мироваренный котёл добавляют виноградное вино и благовонные вещества, а в Великую Среду — виноградное вино и елей, сваренный в четвёртую седмицу Великого поста. В среду в присутствии архиерея заканчивается мироварение и после остывания мира в котёл вливаются благовонные масла и всё тщательно перемешивается.

#### Освящение приготовленного мира
Освящение мира происходит в Великий Четверг за литургией в храме Христа Спасителя. Предварительно из Крестового храма Московской Патриархии в собор перевозится алавастр — сосуд с освящённым миром, хранимым в Церкви издревле с добавлением в него мира от каждого нового освящения.
На литургии во время великого входа сосуды с миром переносятся к престолу. Алавастр ставится патриархом на престол. Остальные сосуды поставляются вокруг престола. Патриарх трижды благословляет каждый сосуд с миром, тайно читает молитву и добавляет в каждый сосуд из алавастра немного древнего мира, а также пополняет алавастр новоосвящённым миром.
После освящения миро рассылается по всем епархиям и монастырям РПЦ.
В XVII – начале XX веков приготовление и освящение мира совершалось также в Киеве митрополитом в Софийском соборе, а затем — в Киево-Печерской Лавре.

### В католицизме
В латинском обряде Католической церкви освящение мира проводится на утренней литургии Великого четверга, служащейся по особому чину и носящей название «Месса освящения мира и благословения елея» (Missa Chrismatis). Служить эту литургию должен только епископ, по уважительным причинам допустимо переносить её на несколько дней назад (но не вперёд). Как правило, епископ совершает мессу в сослужении со всеми епархиальными священниками. Месса освящения мира и благословения елея носит особо торжественный характер и обычно проводится в кафедральном соборе епархии. Название мессы связано с тем, что наряду с освящением мира на ней проводится благословение елея больных и елея оглашаемых. Елей больных используется для соборования, елей оглашаемых для помазания катехуменов во времена таинства крещения. В отличие от мира, оба вида елея состоят из чистого оливкового масла.

#### Освящение мира
Во время утренней литургии Великого четверга после Литургии слова и обряда обновления священнических обетов совершается процессия принесения елеев, во время которой диаконы и министранты выносят к алтарю 4 сосуда, содержащих елей больных, елей оглашаемых, а также елей и бальзам для приготовления мира. Епископ принимает сосуды и ставит их на алтарь. Затем служится Евхаристическая литургия обычным порядком. После её окончания епископ благословляет елей больных и елей оглашаемых, после чего приступает к освящению мира. Епископ в молчании вливает благовонный бальзам в елей, затем призывает верующих к молитве, и с простёртыми руками читает молитву освящения. Во время молитвы все сослужащие священники простирают правую руку в направлении сосуда с миром.
После освящения миро рассылается по всем приходам епархии, где хранится в особых сосудах.

### В Армянской апостольской церкви
В Армянской апостольской церкви миро варят 1 раз в 7 лет во время специально учреждённого для этого праздника Мироварения. Обязательным условием при приготовлении нового мира является вливание в него оставшегося старого мира. Это символизирует преемственность традиции. Считается, что древнейшим миром, таким образом входящим в состав свежеприготовленного, является миро, принесённое в Армению самими апостолами.